# افرای قندی

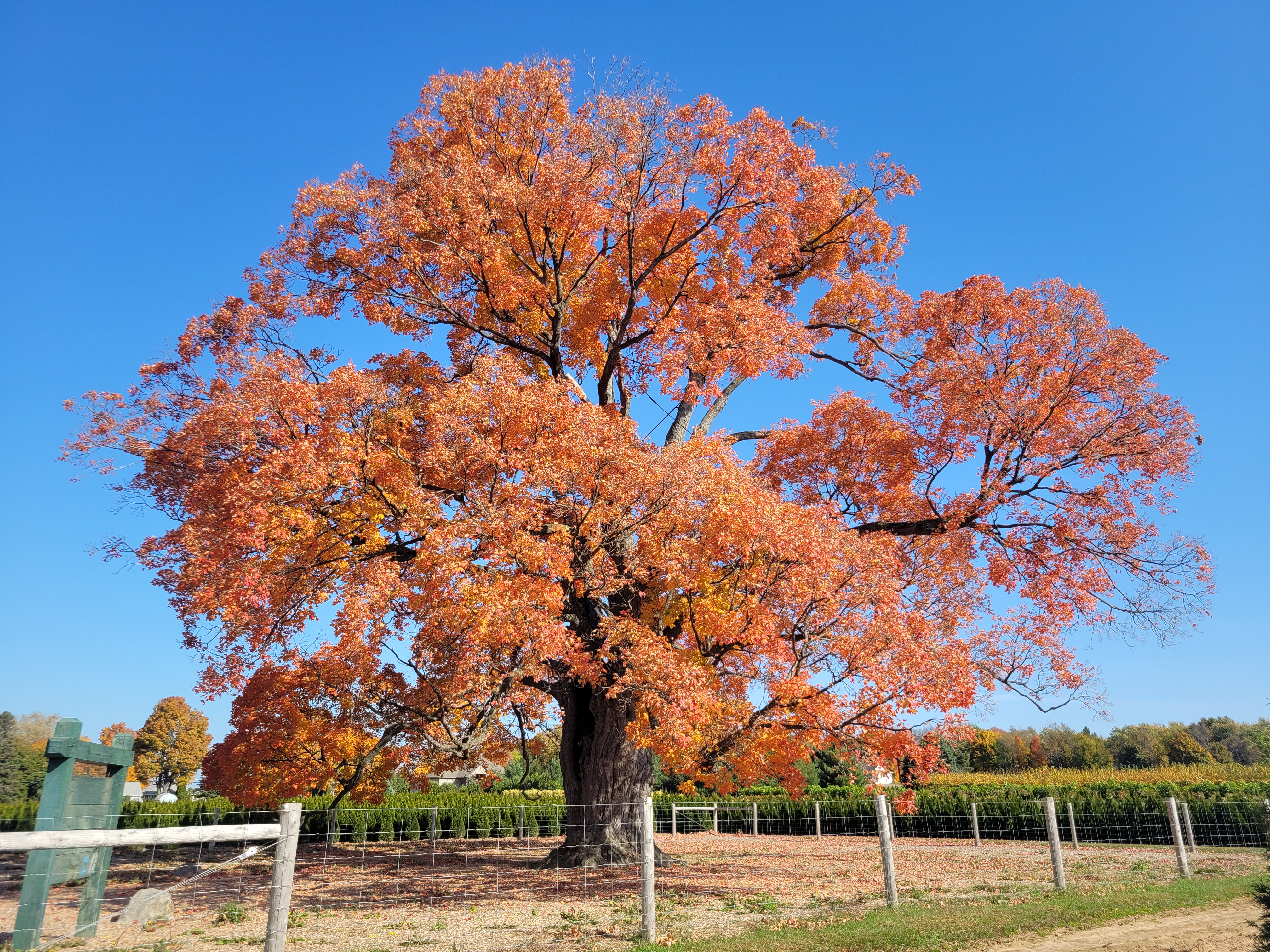
درخت کهن افرای قندی در شهر پلهم، انتاریو

افرای قندی (نام علمی: Acer saccharum) نام یک گونه از سرده افرا است.

## ویژگی‌ها
درخت افرا قندی یکی از گونه‌های افرا است که بسیار زیبا و جذاب می‌باشد و در پاییز زیبایی آن دو چندان می‌شود. برگ‌های این درخت پنج گوشه هستند. از این گونه افرا، شکری به نام شکر افرا به دست می‌آورند، زمان گرفتن شکر اواخر زمستان و اوایل بهار می‌باشد. افرا قندی دانه‌هایی تولید می‌کند که خوراکی هستند و می‌توان آنها را به صورت بخارپز یا سرخ شده مصرف نمود. از چوب این درخت همچنین در صنعت نیز استفاده می‌شود. درخت افرا قندی برای ایجاد یک چشم‌انداز زیبا نیز بسیار مناسب است و در هر جایی که این درخت وجود داشته باشد نمای بسیار زیبایی به وجود می‌آید. از این درخت برای درست کردن بونسای نیز استفاده می‌شود.